# Zona de actividades logísticas e industriales de Asturias
La Zona de Actividades Logísticas e Industriales de Asturias o ZALIA es una zona de actividades logísticas ubicada en la parroquia de San Andrés de los Tacones, dentro del concejo de Gijón en el Principado de Asturias (España).  
Su función es posicionar el área metropolitana de Asturias como eje del Arco Atlántico.El complejo proyectado alcanzará las 416 hectáreas, aunque sólo se han urbanizado 113 ha entre 2010 y 2013. No obstante, la ZALIA no ha entrado en funcionamiento debido a los problemas para vender las parcelas y dotar al complejo de accesos por carretera.

## Accionario
El complejo se administra a través de la empresa Zona de Actividades Logísticas e Industriales de Asturias, S.A., constituida en 2005, cuyo accionariado se reparte desde 2024 de la siguiente manera:
- Gobierno del Principado de Asturias: 86,71%
- Ayuntamiento de Gijón: 9,91%,
- Autoridad Portuaria de Gijón: 2,16%
- Autoridad Portuaria de Avilés: 1,08%
- Ayuntamiento de Avilés: 0,13%.

## Historia
De cara a las elecciones municipales de 2003 el PSOE de Gijón, siendo alcaldesa Paz Fernández, propuso la construcción de una Zona de Actividades Logísticas, con el respaldo de la patronal de transportes. El 8 de julio de 2005 se constituyó la empresa Zona de Actividades Logísticas e Industriales de Asturias, S.A.. Esta empresa estaba participada por el Gobierno de Asturias (45%), la Autoridad Portuaria de Gijón (30%), la de Avilés (15%), el Ayuntamiento de Gijón (10%) y Ayuntamiento de Avilés (5%).
En 2006 comenzó la compra de parcelas en el entorno de la parroquia de Tacones, al oeste de la factoría de Arcelor. El 20 de diciembre de 2007 la Comisión de Urbanismo y Ordenación del Territorio aprobó el Plan Especial de la ZALIA, donde se delimitaban 416 hectáreas de suelo industrial. Estas se desarrollarían en cuatro fases. La primera fase, al este, mediría 113 hectáreas. En junio de 2009 la Junta de Gobierno del Ayuntamiento de Gijón aprobó el Proyecto de Urbanización, dando vía libre a la construcción de los viales de la Fase I.
El 14 de diciembre de 2010 Vicente Álvarez Areces y Paz Fernández Felgueroso, entre otras autoridades, colocaron la primera piedra de la Fase I del proyecto de urbanización. Las obras se habían adjudicado en agosto por 42.362.000 euros, a cargo de la empresa ZALIA S.A..Previamente el Tribunal Superior de Justicia de Asturias emitió hasta 5 sentencias favorables para su construcción, desestimando recursos de los vecinos.
En abril de 2013 las obras de urbanización de la Fase I habían finalizado, con la excepción del suministro eléctrico, aún faltante. Los problemas para sacar adelante los accesos viales impedían que entrara  en funcionamiento (véase Comunicaciones).Además, sólo se había vendido una parcela en 2009 a la patronal asturiana del transporte, ASETRA.
En enero de 2018 se aprobó una pequeña modificación del Plan Especial urbanístico aprobado en 2007. Buscaba darle mayor espacio a la estación intermodal de mercancías así como una ligera reorganización de los viales proyectados.
A partir de 2021 el Gobierno de Asturias intentaría reflotar a la empresa ZALIA SA y darle viavilidad al polígono.ZALIA SA se había endeudado en sus orígenes con entidades bancarias. Para poder afrontar la devolución de estos préstamos ZALIA se endeudó a su vez con el Gobierno de Asturias y el Ayuntamiento de Gijón, que periódicamente prestaban dinero a la sociedad pública. La deuda acumulada alcanzó los 126,3 millones de euros. Para eliminar esta deuda el Gobierno acordó reconvertir esta deuda en acciones empresariales, todas ellas en propiedad de las administraciones públicas. No obstante, el Gobierno de Asturias tendría un 86,7% de ellas.El proceso de refundación finalizó a comienzos de 2024. En ese momento, ya sin deuda y con acceso por carretera, el Gobierno de Asturias inició los procedimientos para la venta de las parcelas.

## Comunicaciones
Aunque el polígono prometía ser una zona logística de primer orden se vio afectado por sus escasas comunicaciones. A pesar de que el complejo estaba cerca de la unión de las autovías A-66 y A-8 (histórica "autovía Y"), no presentaba un acceso directo por lo que sus comunicaciones terrestres se limitaban a las carreteras comarcales y rurales del oeste de Gijón. Para permitir una conexión directa con la autovía en diciembre de 2020 el Gobierno de Asturias adjudicó la redacción de un proyecto de enlace entre la ZALIA y la A-8 a través de El Montico. Dicho proyecto fue aprobado definitivamente en octubre de 2022.El proyecto no ha salido a licitación por lo que no se ha materializado.
De igual modo, la ZALIA tampoco tenía un acceso rápido y directo con el puerto de El Musel. En noviembre de 2014 se adjudicó la construcción del denominado "vial de la ZALIA", una carretera entre la GJ-10 y el polígono. No obstante, las obras se suspendieron en octubre de 2015 por problemas técnicos.En abril de 2016 el Gobierno decidió rescindir el contrato y volver a licitar las obras. Finalmente, en julio de 2017 el Gobierno de Asturias adjudicó por 16 millones de euros la construcción definitiva del nuevo acceso. Sumando las expropiaciones el vial supuso una inversión de 29,6 millones de euros. Abrió al tráfico en abril de 2023.
Por otra parte, la línea de ferrocarril Venta de Baños-Gijón cruza el polígono. Para darle conexión ferroviaria al complejo se proyectó la construcción de una estación de mercancías, denominada "Interzalia" o estación intermodal. En noviembre de 2014 la Consejería de Fomento aprobó el Estudio Informativo del proyecto. En 2015 se adjudicó por 152.000 euros la redacción del proyecto de construcción de la estación.